# Lloyd Shapley
Lloyd Stowell Shapley (født 2. juni 1923, død 12. marts 2016) var en amerikansk matematiker og økonom. Han var professor ved University of California, Los Angeles (UCLA). Han har bidraget til udviklingen af matematisk økonomi og ikke mindst spilteori. Han modtog sammen med Alvin E. Roth Nobelprisen i økonomi i 2012 for deres arbejde med "teorien om stabile allokeringer og markedsdesign i praksis". Mange eksperter betragter Shapley som selve personificeringen af spilteori. Medforfatteren Robert Aumann, der selv fik Nobelprisen i økonomi i 2005, udråbte således Lloyd Shapley til "den største spilteoretiker nogen sinde".

## Baggrund
Shapley blev født i Cambridge, Massachusetts som søn af Martha og den kendte astronom Harlow Shapley, der begge kom fra Missouri. Han tjente i anden verdenskrig, hvor han blev hædret med det amerikanske militærs Bronze Star for at knække den sovjetiske vejrkode. I 1948 fik han en bachelor-grad i matematik fra Harvard University. Han arbejdede derpå et år for RAND Corporation, hvorefter han tog en Ph.D.-uddannelse ved Princeton University. I hans Ph.D.-afhandling og opfølgende arbejde optrådte Shapley-værdien og det spilteoretiske begreb kernen første gang. Efter afhandlingen arbejdede han en kort overgang på Princeton University, men vendte så tilbage til RAND Corporation. Her var han ansat fra 1954 til 1981. Fra 1981 var han professor på UCLA.

## Forskning
Shapley har alene eller sammen med andre påvist en række vigtige resultater inden for spilteori, hvoraf en del bærer hans navn. Det gælder således 
- Shapley-værdien, et vigtigt løsningsbegreb i kooperativ spilteori
- Shapley-Shubiks model for forhandlingsvægt
- Bondareva–Shapley-teoremet, der viser, at konvekse spil har en ikke-tom kerne
- Gale–Shapley-algoritmen om "det stabile ægteskabs problem"
- Aumann-Shapley-prissætning
- Harsanyi–Shapley-løsningen
- Snow–Shapley-teoremet for matrix-spil
- Shapley–Folkman-lemmaet samt teoremet med samme navn

## Andre aktiviteter
I 1950 opfandt Shapley brætspillet So Long Sucker sammen med John Forbes Nash, Martin Shubik og Mel Hausner.